# جورج أ. ميرفي
جورج أ. ميرفي هو محامي وقاضي وسياسي أمريكي، ولد في 16 مارس 1923 في بروكلين في الولايات المتحدة، وتوفي في 11 أغسطس 2015. نشط حزبياً في الحزب الجمهوري. وقد انتخب عضو جمعية ولاية نيويورك ‏.